# 鶴亭駅
鶴亭駅（ハクチョンえき）は、大韓民国大邱広域市北区にある大邱交通公社（DTRO）3号線の駅である。駅番号は313。

## 駅構造
相対式ホーム2面2線の高架駅。
のりば
※のりば番号の設定は無し。
| 上り | ●大邱都市鉄道3号線 | 漆谷慶大病院方面     |
| 下り | ●大邱都市鉄道3号線 | 八莒・東川・龍池方面 |

## 駅周辺
- 勤労福祉公団大邱病院

## 歴史
- 2015年4月23日: 3号線の開業とともに開業。

## 写真

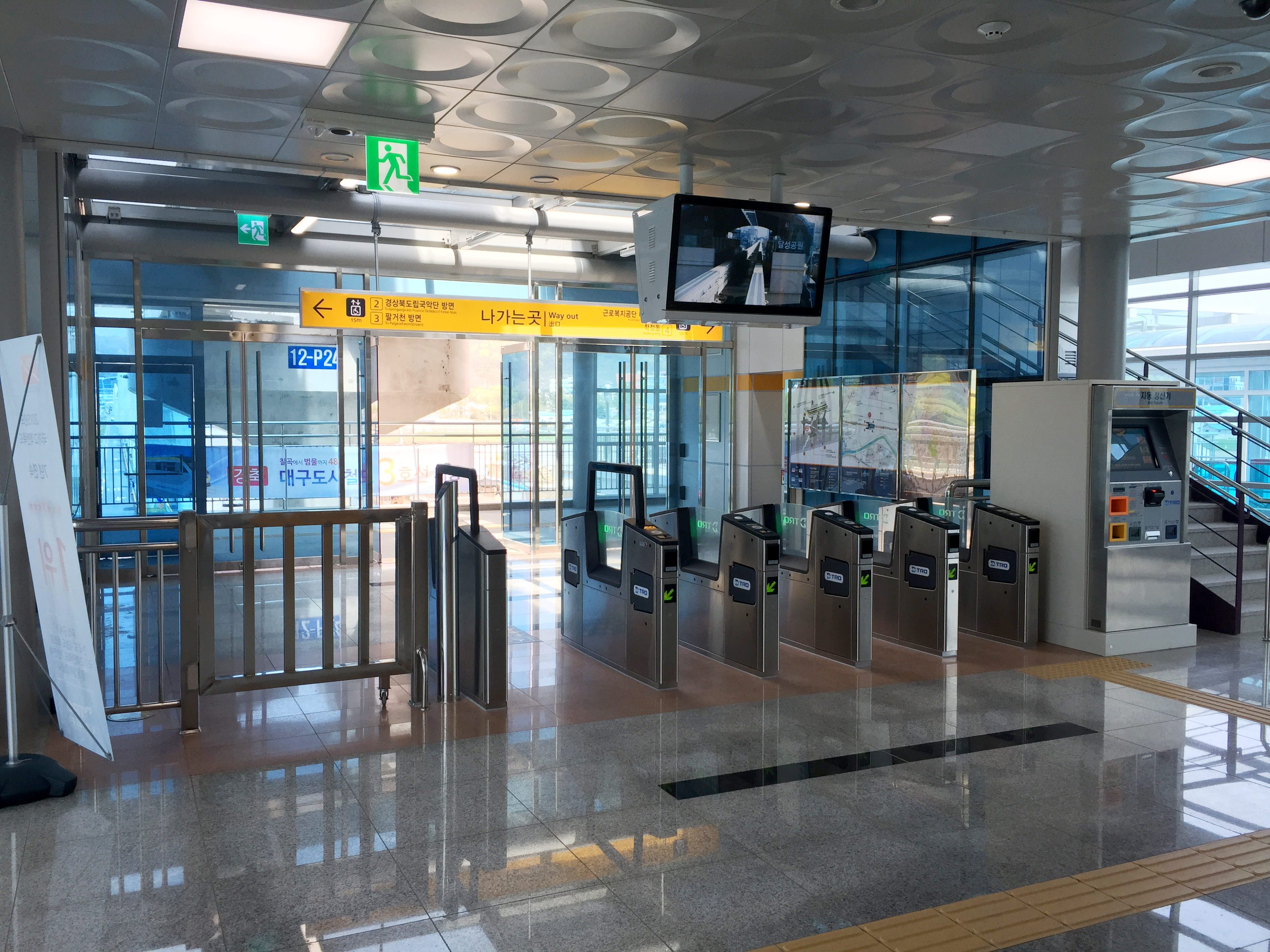
改札口
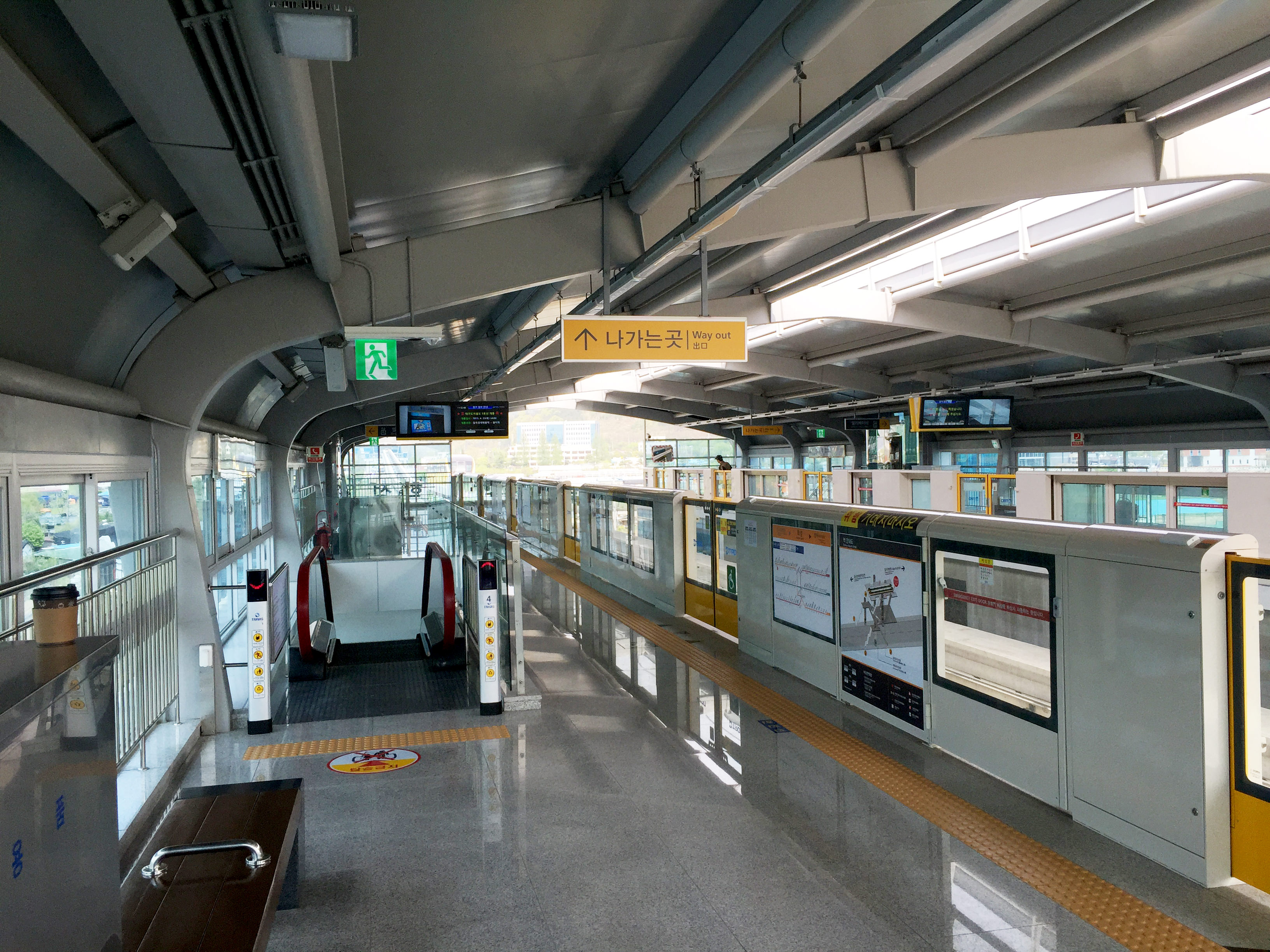
乗り場
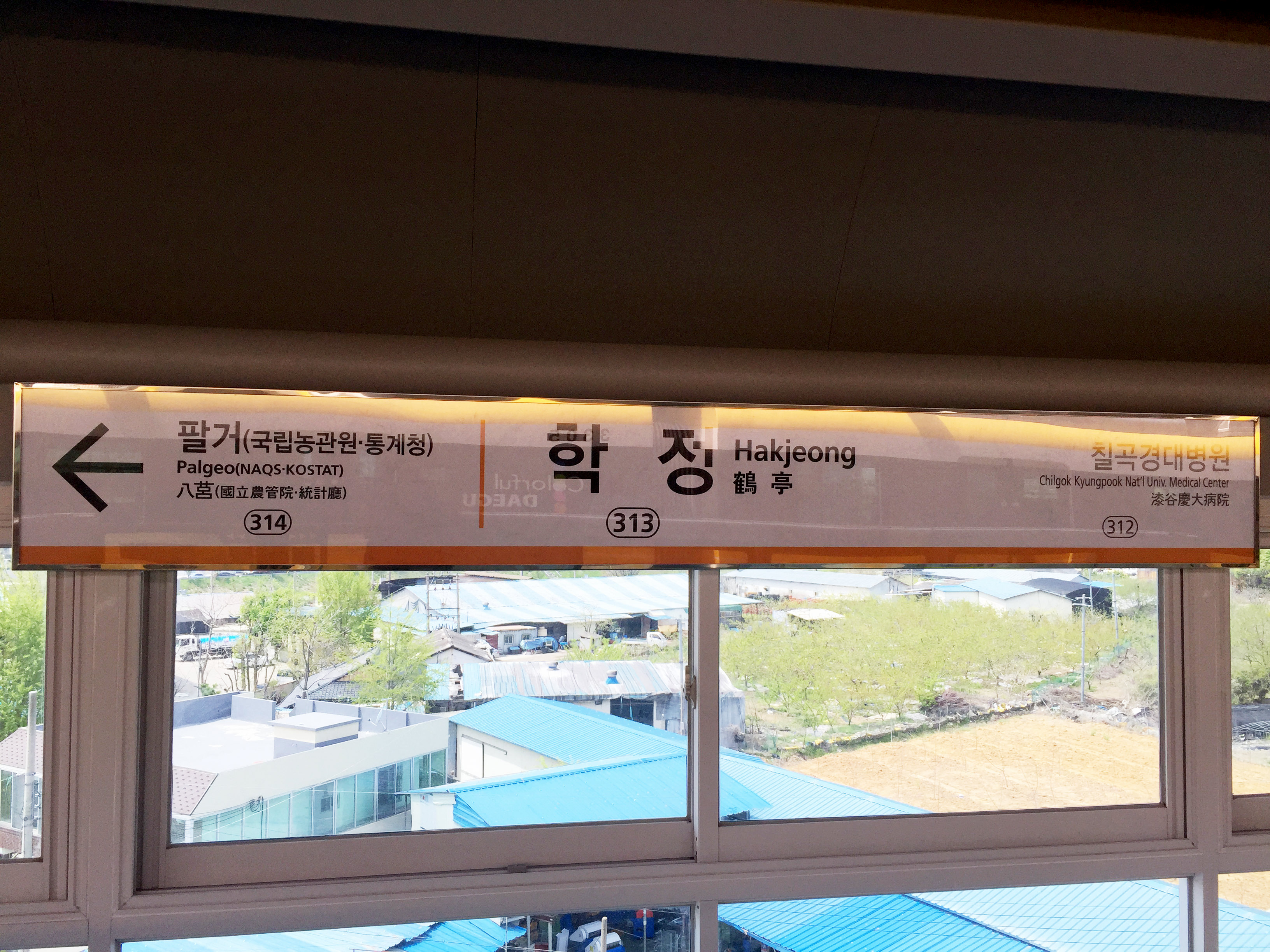
駅名標

## 隣の駅
大邱交通公社
●3号線
漆谷慶大病院駅 (312) - 鶴亭駅 (313) - 八莒駅 (314)